# Transformation de Legendre
Pour les articles homonymes, voir Legendre.
La transformation de Legendre est une opération mathématique qui, schématiquement, transforme une fonction définie par sa valeur en un point en une fonction définie par sa tangente, appelée transformée de Legendre de la fonction de départ. Elle tire son nom du mathématicien Adrien-Marie Legendre.
Les cas classiques d'utilisation de la transformation de Legendre se rencontrent en thermodynamique et en mécanique lagrangienne. En thermodynamique, elle permet de calculer le potentiel thermodynamique adapté à des conditions particulières. En mécanique, elle permet de passer du lagrangien au hamiltonien et vice versa.

## Introduction
Une fonction f peut être représentée de plusieurs façons. La façon la plus usuelle est de la représenter dans un repère par l'ensemble des points de coordonnées {\displaystyle (x,y)} où x prend toutes les valeurs possibles de la variable, et {\displaystyle y=f(x)} prend la valeur de l'image de x. Cet ensemble est appelé courbe représentative de la fonction f dans le repère.
De nombreux problèmes peuvent être plus facilement résolus si on représente différemment la fonction f. Ceci est par exemple le cas de la transformation de Fourier, où la fonction est représentée par ses coefficients de Fourier. La transformation de Fourier fait partie d'une classe générale qu'on appelle les transformations intégrales.

## La transformation de Legendre
Une autre façon de représenter une fonction, que l'on suppose convexe pour l'instant, est d'utiliser non pas l'intégrale, mais la dérivée de la fonction. On se donne une droite {\displaystyle \Delta } de pente p pour laquelle on va chercher le point {\displaystyle (x,y)} où la droite est tangente à la courbe de la fonction. On repère l'ordonnée à l'origine u où la droite {\displaystyle \Delta } croise l'axe y. Etant donné la fonction convexe f, à chaque valeur de p correspond une valeur de u, ce que l'on peut noter par :
{\displaystyle u=g(p)}
La fonction g est appelée la transformée de Legendre de la fonction f. 

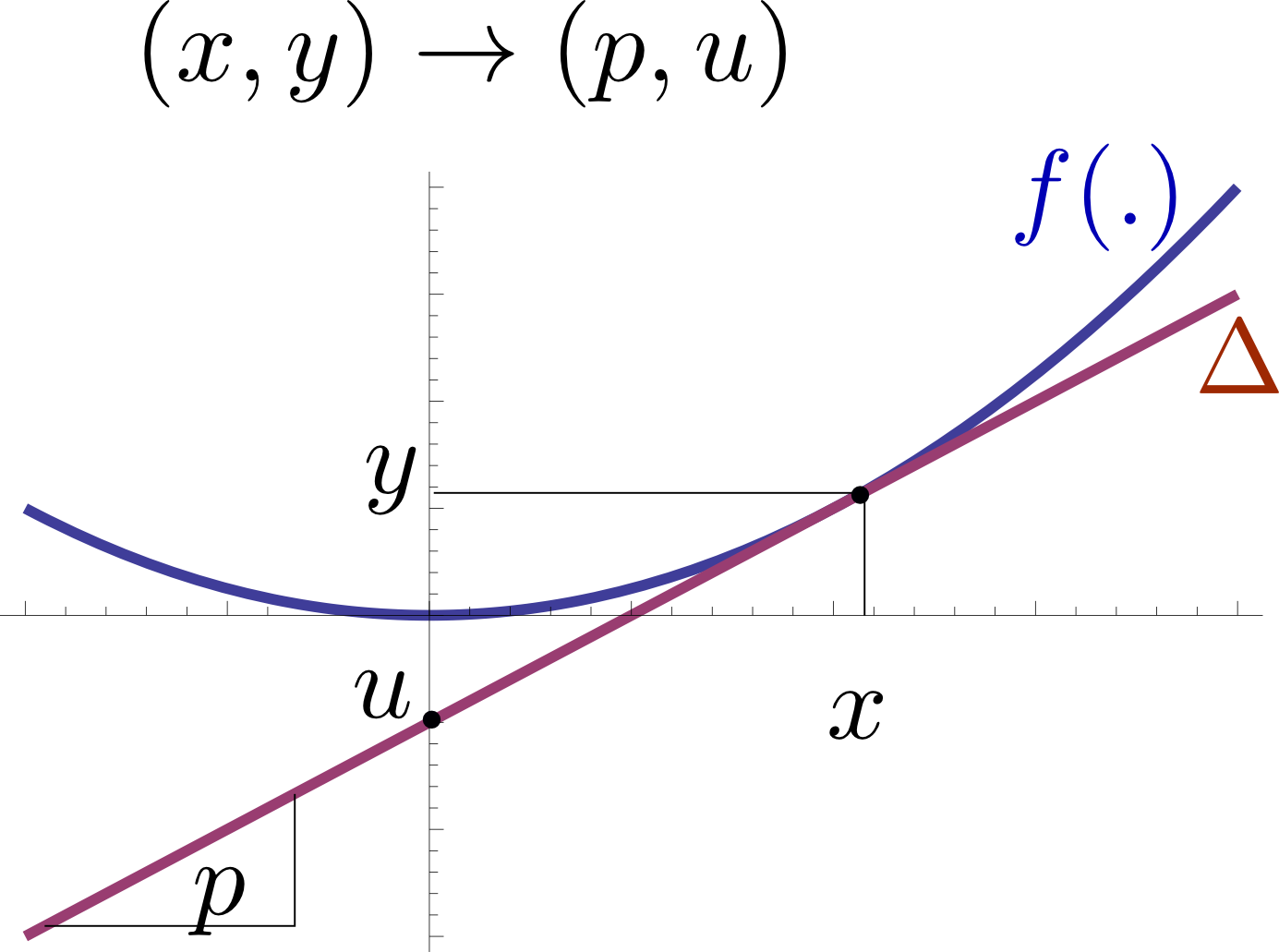
La transformée de Legendre de la fonction.

La courbe {\displaystyle (p,u)} a exactement la même information que la courbe {\displaystyle (x,y)}. Ceci veut dire que si on connaît f, on peut déduire la fonction g, et réciproquement. Comme décrit infra, f est elle-même la transformée de Legendre de g.
Concrètement, soit {\displaystyle (x^{*},f(x^{*}))} le point où la droite {\displaystyle \Delta } de pente p est tangente à la courbe. L'équation de la droite s'écrit donc :
{\displaystyle y-f(x^{*})=p\cdot (x-x^{*})}
et la droite {\displaystyle \Delta } croise l'axe y au point d'ordonnée :
{\displaystyle u=f(x^{*})-px^{*}}
où :
{\displaystyle p=f'(x^{*})}
Les notations ne servent qu'à une simplification de l'écriture : il faut se souvenir que quand on note {\displaystyle g(p)=f(x^{*})-px^{*}}, la variable est bien p ; {\displaystyle x^{*}} est elle-même une fonction de p via la relation {\displaystyle f'(x^{*})=p}. Il serait plus précis d'écrire :
{\displaystyle g(p)=f[f'^{-1}(p)]-pf'^{-1}(p)}
mais la notation serait beaucoup plus lourde.
Exemple fondamental
Soit la fonction {\displaystyle f(x)={\tfrac {x^{2}}{2}}}. Soit la droite {\displaystyle \Delta } de pente p. Cette droite est tangente à la courbe {\displaystyle (x,f(x))} au point d'abscisse {\displaystyle x^{*}=p}. L'équation de la droite tangente dans le plan {\displaystyle (x,y)} est :
{\displaystyle y-p^{2}/2=p(x-x^{*})}
La droite {\displaystyle \Delta } croise donc l'axe y à {\displaystyle u=-{\tfrac {p^{2}}{2}}}. La transformée de Legendre de la fonction {\displaystyle f(x)={\tfrac {x^{2}}{2}}} est donc {\displaystyle g(p)=-{\tfrac {p^{2}}{2}}}.
En généralisant, il n'est pas difficile de démontrer que si {\displaystyle f(x)={\tfrac {x^{n}}{n}}}, alors :
{\displaystyle g(p)=-{\frac {n-1}{n}}p^{\frac {n}{n-1}}}

## Transformée de Legendre et enveloppe

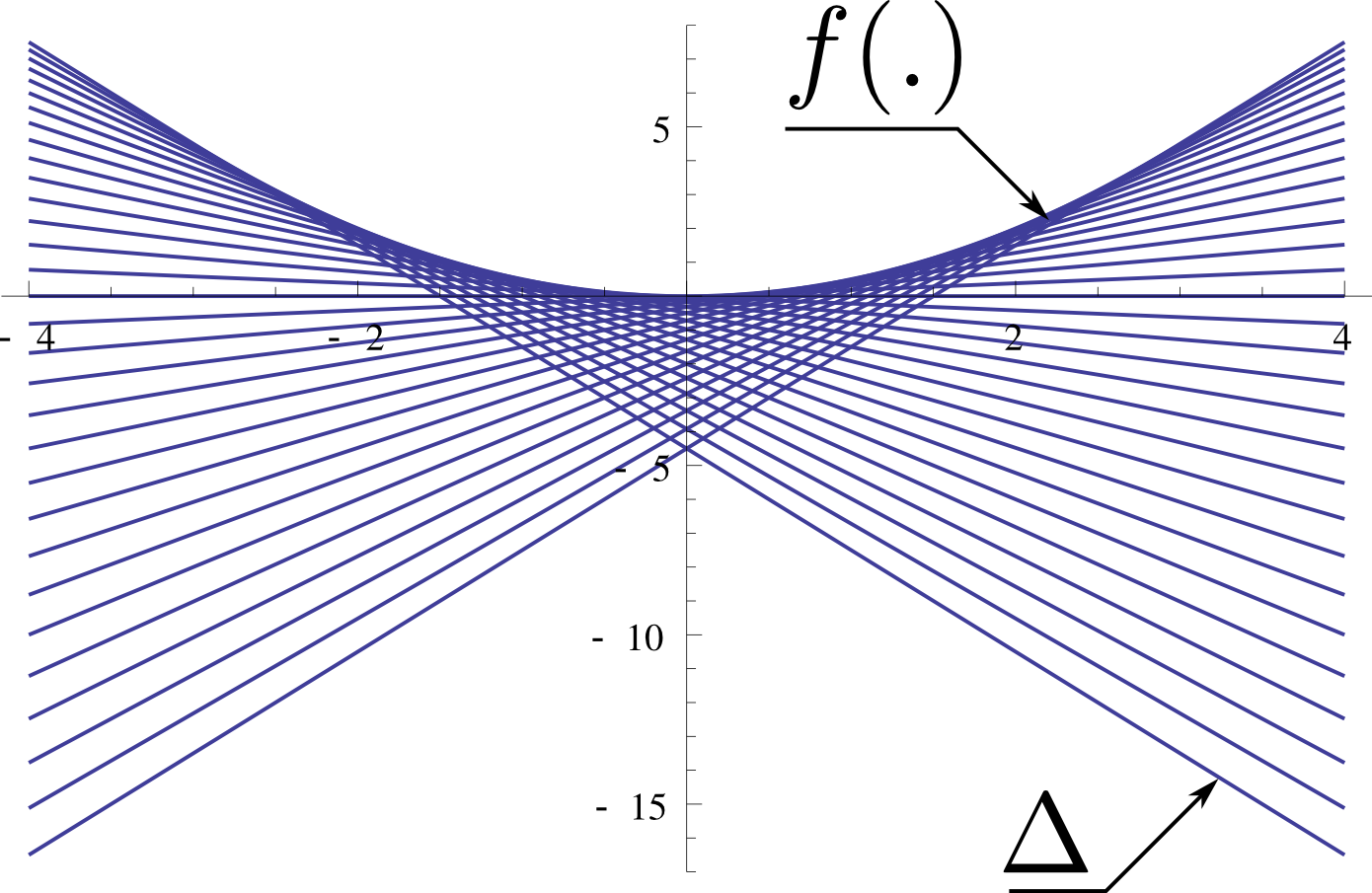
La fonction f est l'enveloppe des droites.

Dans le plan cartésien, on se donne une famille de droites {\displaystyle \Delta } paramétrées par leurs pentes p et passant par le point {\displaystyle (0,g(p))} sur l'axe des ordonnées ;  g est la transformée de Legendre de f. L'équation de ces droites, paramétrée par p, est donc :
{\displaystyle y=g(p)+px}
D'après la définition de la transformée de Legendre, la courbe de la fonction f est l'enveloppe de ces droites.
Par ailleurs, l'équation d'enveloppe est donnée par :
{\displaystyle h(x)=g(p)+px}
où p est une fonction de x telle que :
{\displaystyle g'(p)=-x}
Comme {\displaystyle h(x)=f(x)}, on voit que la fonction f est la transformée de Legendre de la fonction g. Comme pour d'autres transformations, une inversion de signe est nécessaire pour la deuxième transformation.
Le concept d'enveloppe peut être utilisé pour définir les transformées de Legendre de façon purement géométrique.

## Transformation de Legendre et optimisation

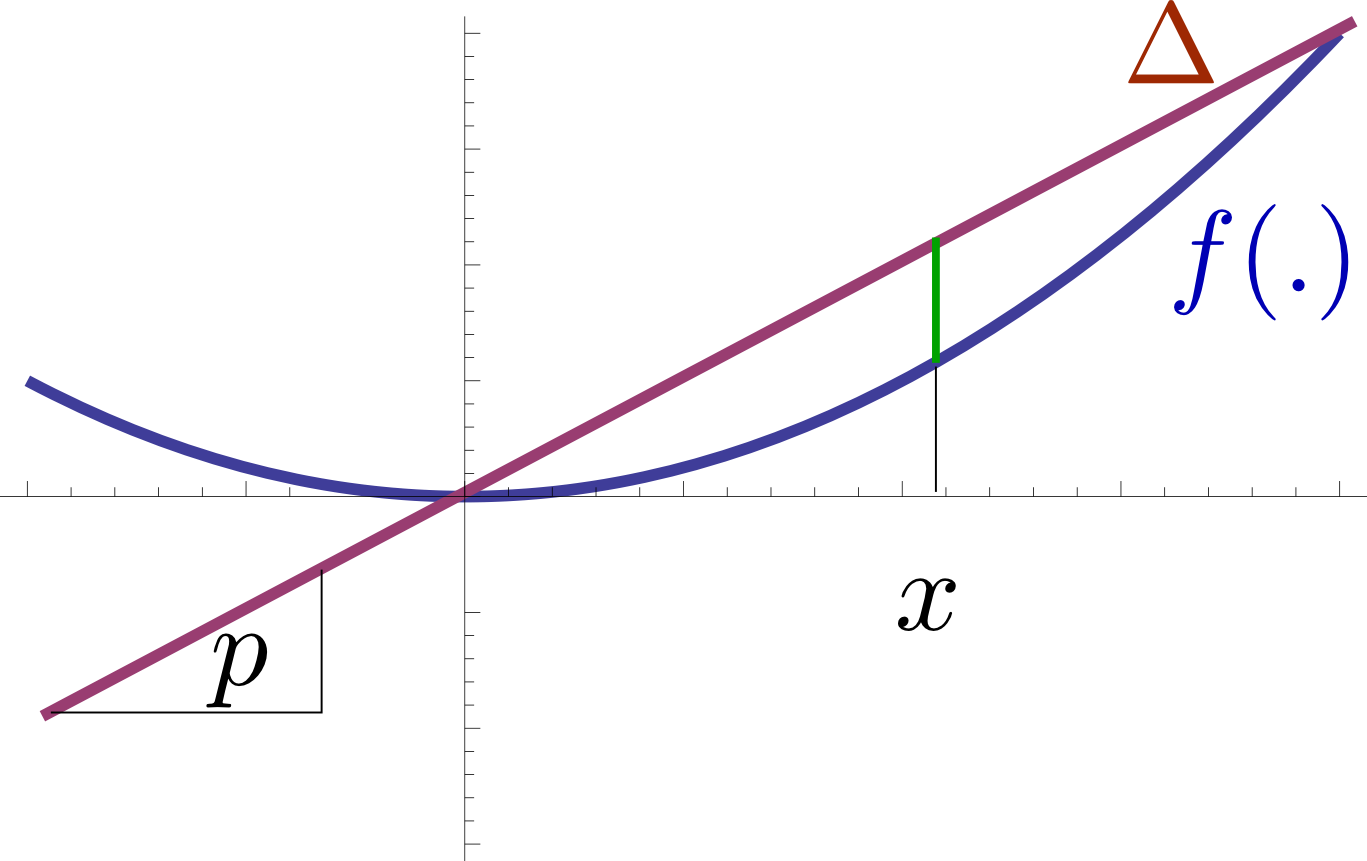
Transformation de Legendre et minimisation.

La transformation de Legendre peut être également interprétée comme une opération de minimisation. Cette deuxième interprétation est très utilisée par exemple en thermodynamique. On considère la courbe {\displaystyle y=f(x)} et la droite {\displaystyle y=px}. Étant donné la pente p, on peut rechercher pour quelle valeur de x leur différence est minimale.
En d'autres termes, étant donné p, pour quelle valeur de x, la fonction {\displaystyle h(x,p)=f(x)-px} est-elle minimum ?
Il est évident qu'en prenant la dérivée partielle par rapport à x de la fonction {\displaystyle h(x,p)}, on aboutit à la relation :
{\displaystyle f'(x^{*})=p}.
Pour cette valeur {\displaystyle x^{*}}, la différence entre les deux fonctions est donc :
{\displaystyle g(p)=f(x^{*})-px^{*}}
On voit que la fonction g n'est rien d'autre que la transformée de Legendre de la fonction f définie plus haut.

## Convention de signe
Comme pour les autres transformations intégrales, il n'y a pas de convention unique sur les signes. On peut voir indifféremment {\displaystyle g(p)=f(x)-px} ou {\displaystyle g(p)=px-f(x)} ou {\displaystyle f(x)+px}…

## Applications en physique

### Thermodynamique
On suppose que l'on connaisse l'énergie libre d'un système {\displaystyle F(V,T,...)} pour toute température et volume fixés (comme un gaz parfait dans un cylindre à volume fixe). 
On va mettre en contact notre système avec un réservoir de pression (une force constante par unité de surface) et laisser libre le volume (par exemple, un piston capable de se mouvoir dans un cylindre). L'enthalpie libre du système est maintenant :
{\displaystyle G(V,T,p,...)=F(V,T,...)+pV}
La fonction F est toujours l'énergie libre à volume fixe, pV le travail effectué. Le principe du minimum en thermodynamique affirme que le volume V va varier (le gaz se détend ou se comprime) jusqu'à atteindre une valeur d'équilibre {\displaystyle V^{*}} telle que l'énergie libre soit minimale. Dans ce cas, {\displaystyle V^{*}} est une fonction de p,T,... et l'enthalpie libre vaut :
{\displaystyle G(T,p,...)=F(V^{*},T,...)+pV^{*}}
où {\displaystyle V^{*}} est tel que :
{\displaystyle p=-{\frac {\partial F}{\partial V}}}
On voit donc que G(T,p,...) est la transformée de Legendre de l'énergie libre F(V,T,...) par rapport à la variable V. On appelle d'ailleurs G enthalpie libre. 
De façon générale, on considère l'énergie libre d'un système {\displaystyle F(T,X_{1},X_{2},...X_{n})}  où les {\displaystyle X_{i}} sont des paramètres extensifs. La variable conjuguée au paramètre extensif {\displaystyle X_{i}} est :
{\displaystyle x_{i}=-{\frac {\partial F}{\partial X_{i}}}}
Si maintenant, on met le système en contact avec un réservoir de {\displaystyle X_{i}} à {\displaystyle x_{i}} fixée, la quantité extensive {\displaystyle X_{i}} va évoluer pour minimiser la quantité :
{\displaystyle \Phi =F(T,X_{1},X_{2},...X_{n})+x_{i}X_{i}}
où {\displaystyle x_{i}X_{i}} est le travail effectué par le changement de {\displaystyle X_{i}}. Le nouveau potentiel thermodynamique {\displaystyle \Phi } dépend du paramètre intensif {\displaystyle x_{i}} et non du paramètre extensif {\displaystyle X_{i}}. On peut ainsi passer d'un potentiel thermodynamique à un autre en prenant des transformées de Legendre successives. Le choix du potentiel thermodynamique adéquat pour un problème se fait en fonction des paramètres (intensif ou extensif) que l'expérimentateur peut contrôler.
Les définitions de la thermodynamique font que le signe de la variable conjuguée {\displaystyle x_{i}} n'est pas toujours négatif selon la dérivée partielle, mais parfois positif. Il faut prendre cela en compte lors des passages entre les potentiels.

### Cas duformalisme hamiltonienenmécanique classique
Le rapport entre le formalisme lagrangien et le formalisme hamiltonien en mécanique classique évoque de façon immédiate la transformation de Legendre. 
On part du lagrangien :
qui est une fonction des coordonnées généralisées {\displaystyle q_{i}}, des vitesses généralisées {\displaystyle {\dot {q}}_{i}} et du temps t. On définit {\displaystyle p_{i}}, le moment généralisé associé à la coordonnée généralisée {\displaystyle q_{i}} par :
On définit alors le hamiltonien, {\displaystyle {\mathcal {H}}(q_{i},p_{i},t)}, par :
qui est la transformée de Legendre du lagrangien.